# Camptoptera protuberculata
Camptoptera protuberculata är en stekelart som beskrevs av Gennaro Viggiani 1978. Camptoptera protuberculata ingår i släktet Camptoptera och familjen dvärgsteklar.
Artens utbredningsområde är Sri Lanka. Inga underarter finns listade.